# 擦画法
擦画法，为一种绘制动画的技法，在绘制新的类似图像（每幅图像之间有小许变动/移动）。其意思是擦掉原来的，画新的。

## 历史
擦画法是早期动画的绘制方法，目前已经少用。早期如美国和路迪士尼所制作的经典动画米老鼠和唐老鸭便是属于这类。
而电脑诞生后，早期的电脑动画也是采用擦画法，但至今已经少用或者不用。

## 电脑绘制方法
运用电脑可以运用基本的BASIC语言进行制作。但要注意的是如运用GOTO语句，则容易陷入死循环，需要谨防。